# Santa Maria de Toudell
Santa Maria de Toudell és una església romànica del municipi de Viladecavalls, a la comarca del Vallès Occidental. És una obra protegida com a bé cultural d'interès local.

## Descripció
Està situada al costat de la masia de can Tries. L'edifici actual podria ser de començament del segle xii. Consta d'una nau de planta rectangular, coberta amb volta de canó, un absis semicircular i un magnífic campanar de torre. La porta original, després tapiada, era a la façana de migdia. Es va substituir en època incerta per una porta adovellada, als peus de la nau. Al costat nord hi ha una construcció adossada que ara forma part de les dependències de la masia. L'element més destacat és el campanar, de planta quadrada. Originalment totes les finestres del dos pisos superiors eren geminades, però algunes han estat tapiades i altres modificades. Les dues que han pervingut conserven el mainell, amb capitell troncocònic. El campanar es comunica amb la masia per mitjà d'un passadís subterrani.

## Història
L'any 986, l'alou anomenat Toldello pertanyia a Sant Cugat. L'església de Santa Maria es troba documentada l'any 1098 i la data de consagració és de 1112. L'església és esmentada per primera vegada l'any 1085 en un document de donació. Va ser una de les parròquies que formaven el municipi de Sant Pere de Terrassa.